# Culicia cuticulata
Culicia cuticulata är en korallart som beskrevs av Carl Benjamin Klunzinger 1879. Culicia cuticulata ingår i släktet Culicia och familjen Rhizangiidae.
Artens utbredningsområde är Indiska oceanen. Inga underarter finns listade i Catalogue of Life.